# Harads
Harads (lulesamisch Hárált) ist ein Ort und Tätort in der Gemeinde Boden in der nordschwedischen Provinz Norrbottens län und der historischen Provinz Lappland am linken Ufer des Lule älv. Der Ort hat eine Fläche von 0,83 km² und im Jahr 2019 eine Bevölkerung von 442 Menschen. Bekanntheit erlangte der Ort nach der Eröffnung des Treehotel im Jahre 2010, einem privaten Hotelkomplex, der sich durch individuelle Baumhäuser auszeichnet.

## Geographie

### Geographische Lage
Harads liegt etwa 53 Kilometer südlich des arktischen Polarkreises am östlichen Ufer des Lule älv, rund 95 Flusskilometer oberhalb dessen Mündung in den Bottnischen Meerbusen der Ostsee.

### Klima
Das Klima im Ort Harads ist kalt-gemäßigt mit kalten Wintern und kühlen Sommern. Die Jahresdurchschnittstemperatur beträgt 2,1 °C, dabei liegen die mittleren Monatstemperaturen bei −11 °C im Januar und bei 16 °C im Juli. Die Jahresniederschlagssumme beträgt 683 mm. Alle zwölf Monate sind humid. Die Klimaklassifikation nach Köppen und Geiger lautet Dfc.
|                        | Jan   | Feb   | Mär  | Apr  | Mai  | Jun  | Jul  | Aug  | Sep  | Okt  | Nov  | Dez   |   |      |
| Mittl. Temperatur (°C) | −10,7 | −9,7  | −5,0 | 0,9  | 7,4  | 12,9 | 16,1 | 13,9 | 9,0  | 1,8  | −3,8 | −8,0  | ⌀ | 2,1  |
| Mittl. Tagesmax. (°C)  | −8,0  | −7,1  | −1,6 | 4,9  | 11,6 | 16,5 | 19,5 | 17,3 | 12,1 | 4,1  | −1,8 | −5,2  | ⌀ | 5,3  |
| Mittl. Tagesmin. (°C)  | −13,5 | −12,5 | −8,4 | −3,3 | 2,4  | 8,6  | 12,0 | 10,4 | 6,0  | −0,3 | −6,1 | −11,1 | ⌀ | −1,3 |
|                        |       |       |      |      |      |      |      |      |      |      |      |       |   |      |
| Niederschlag (mm)      | 48    | 37    | 37   | 36   | 51   | 78   | 94   | 82   | 62   | 51   | 55   | 52    | Σ | 683  |
|                        |       |       |      |      |      |      |      |      |      |      |      |       |   |      |
| Regentage (d)          | 8     | 7     | 6    | 6    | 7    | 8    | 10   | 9    | 8    | 7    | 8    | 8     | Σ | 92   |
|                        |       |       |      |      |      |      |      |      |      |      |      |       |   |      |
| Luftfeuchtigkeit (%)   | 87    | 85    | 79   | 73   | 63   | 63   | 69   | 74   | 79   | 86   | 89   | 85    | ⌀ | 77,6 |

| −13,5 |

| −12,5 |

| −8,4 |

| −3,3 |

| 2,4 |

| 8,6 |

| 12,0 |

| 10,4 |

| 6,0 |

| −0,3 |

| −6,1 |

| −11,1 |

| −13,5 |

| −12,5 |

| −8,4 |

| −3,3 |

| 2,4 |

| 8,6 |

| 12,0 |

| 10,4 |

| 6,0 |

| −0,3 |

| −6,1 |

| −11,1 |

## Geschichte
Der Ort wurde erstmals im 16. Jahrhundert urkundlich erwähnt.
Im 16 km nördlich gelegenen Edefors finden sich zudem Überreste des ersten Arbeiteraufstandes in der schwedischen Geschichte aus 1865. Im Zusammenhang mit dem Bau des Englischen Kanals zum Abtransport von Eisenerz aus Gällivare kam es zu massiven Protesten, die durch das Militär aufgelöst wurden.

## Bevölkerungsentwicklung
Seit 1965 verringerte sich die Bevölkerungszahl des Ortes, wie fast überall im ländlichen Nordschweden, von 882 Einwohnern auf 442 Einwohner im Jahr 2019.
| Jahr      | 1960 | 1965 | 1970 | 1975 | 1980 | 1990 | 1995 | 2000 | 2005 | 2010 | 2015 | 2016 | 2017 | 2018 | 2019 |
| --------- | ---- | ---- | ---- | ---- | ---- | ---- | ---- | ---- | ---- | ---- | ---- | ---- | ---- | ---- | ---- |
| Einwohner | 799  | 882  | 812  | 745  | 755  | 667  | 665  | 614  | 558  | 501  | 496  | 521  | 518  | 453  | 442  |

## Verkehr
Harads liegt direkt am schwedischen Riksväg 97 auf halber Strecke zwischen Luleå und Jokkmokk.
Im Ort zweigt der Länsväg nach Bodträskfors am rechten Ufer des Lule älv ab, von wo weitere Länsvägar Richtung Vidsel und Kittajaur bei Kåbdalis führen.
Durch mehrfach tägliche Busverbindung nach Jokkmokk sowie Boden und Luleå ist der Ort an den Öffentlichen Personennahverkehr angebunden.

## Infrastruktur

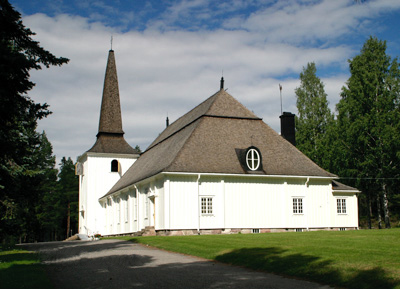
Die Kirche im Jahr 2008

Trotz der verhältnismäßig dünnen Besiedlung in der historischen Provinz Lappland verfügt der Ort über verschiedene infrastrukturelle Einrichtungen wie ein Gesundheitszentrum und eine Bibliothek, da er einen zentralen Punkt für umliegende Orte darstellt.
In der Schule werden Kinder bis zur 6. Klasse unterrichtet, zudem umfasst der Komplex eine Schwimmhalle und eine Sporthalle, welche nicht nur schulisch genutzt werden.
Der Ort verfügt über eine Kirche.

## Tourismus

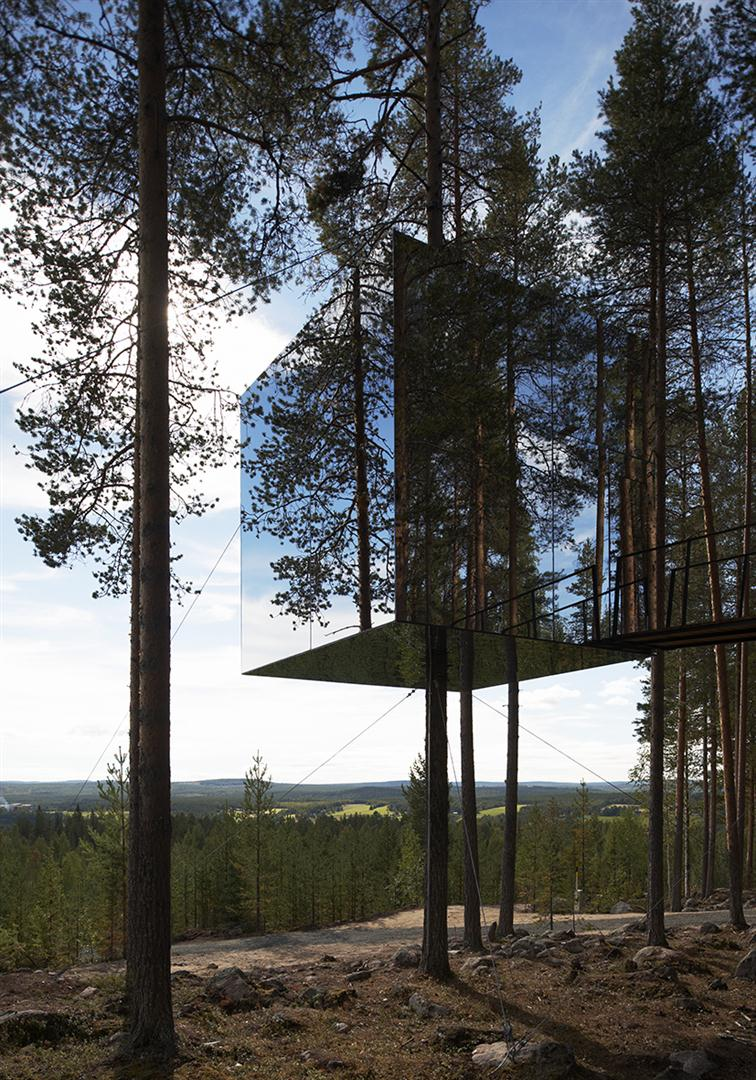
Der "Mirrorcube" des Treehotel in 2010

Das Treehotel liegt 2 km südlich des Ortskernes inmitten eines Waldes. Die acht Baumhäuser sind nach unterschiedlichen Themen seit dem Jahr 2010 gebaut worden und stellen architektonisch und technisch eine Besonderheit dar. Die Befestigungen der einzelnen, bis zu sechs Meter über dem Waldboden schwebenden Häuser sind so ausgelegt, dass die Bäume nicht beschädigt oder in ihrem Wachstum beeinträchtigt werden. Drei der Baumhäuser sind barrierefrei zugänglich.
Im Jahr 2013 kam mit dem Arctic Bath, einem im Lule älv schwimmenden Hotel mit ganzjährigem Flussschwimmbecken, eine weitere touristische Attraktion hinzu.